# Jean-Luc Konan

Jean-Luc Konan, né le 31 mars 1973 en Côte d’Ivoire, est un banquier africain, fondateur du Groupe Cofina spécialisé dans la mésofinance, le financement des PME. Il est marié et père de quatre enfants.

## Biographie
Jean-Luc Konan , est le troisième fils de Jonas Kouassi Konan, (ingénieur agronome et ancien directeur des parcs et jardins d'Abidjan) et de Mariam Dicoh Konan (femme d'affaires).
Issue d'une fratrie de quatre enfants , il est le frère de Philippe Konan , Guy Konan et Marc Konan. 
Il a perdu sa mère, Mariam Dicoh Konan, le 5 juin 2024. 

## Formation
Jean-Luc Konan a obtenu un DESS en banque et finances à l’université Paris V et un mastère en banque et ingénierie financière à l’École supérieure de commerce de Toulouse.
Jean-Luc Konan commence sa carrière comme auditeur chez Arthur Andersen en 1996. Il rejoint ensuite BNP Paribas puis Citibank avant d’intégrer la Barclays Bank. Après un passage à Ecobank, il est recruté par la banque nigériane United Bank for Africa (UBA) où il occupe entre 2008 et 2013. les fonctions d’Administrateur directeur général des filiales UBA Gabon et UBA Sénégal.

## Financement des PME
En Afrique, les crédits au secteur privé représentent moins de 20 % du PIB, contre 255 % aux États-Unis, et seulement 6,4 % des PME africaines ont accès aux financements. Le déficit de financement des entreprises en Afrique est estimé à 140 milliards de dollars. 
Grâce à des produits financiers adaptés, Jean-Luc Konan dit vouloir « rétablir la confiance entre les banquiers et les entrepreneurs ».

## Groupe Cofina
En 2013, Jean-Luc Konan fonde le Groupe COFINA spécialisé dans le financement des PME ou la mésofinance (« missing middle » ou « chaînon manquant »), une offre qui se situe à mi-chemin de la microfinance et de la banque classique,.
Le Groupe COFINA est à présent implanté dans 8 pays en Afrique (Guinée, Sénégal, Côte d’Ivoire, Gabon, Congo, Mali,Burkina,Togo) et compte plus de 174 000 clients, essentiellement des petites et moyennes entreprises.